# Hípica als Jocs Olímpics d'estiu de 1900 - Tallar i caçar a cavall
Tallar i caçar a cavall va ser una de les proves d'hípica dels Jocs Olímpics d'Estiu de 1900. No se sap quants participants hi hagué en aquesta prova. Es coneix el nom dels quatre primers classificats, així com el de vuit genets més, iclosa una dona. Es considera que no foren més de 50 els participants.
Les fonts anteriors al 1996 sovint no enumeraven aquesta prova com a olímpica. El web del COI ha confirmat un total de 95 proves de medalles, després d'acceptar la recomanació de l'historiador olímpic Bill Mallon sobre proves que haurien de considerar-se "olímpiques".

## Resultats
| Posició | Genet                   | Cavall      |
| ------- | ----------------------- | ----------- |
| 1       | Napolêon Murat          | The General |
| 2       | Archenoul               | Retournelle |
| 3       | de Montesquiou-Féznesac | Grey Leg    |